# Gudrun Ure
| Gudrun Ure                                | Gudrun Ure                                |
| Kattints az alábbi külső linkek egyikére! | Kattints az alábbi külső linkek egyikére! |
| ----------------------------------------- | ----------------------------------------- |
| Nem található szabad kép.(?)              |                                           |
| külső link · jogvédett                    | A „Szupernagyi”-sorozat címszereplője     |

Gudrun Ure (Milton of Campsie, 1926. március 12. – London, 2024. május 14.) skót színésznő.
Magyarországon a Szupernagyi című gyereksorozat révén vált ismertté az 1980-as években.

## Élete és pályafutása
A mai East Dunbartonshire tanácsi területhez tartozó Milton of Campsie-ben született 1926-ban. Magánéletéről keveset tudunk.
Színészi karrierjét 1951-ben kezdte „Ann Gudrun” művésznéven. Első alakításában a hangját kölcsönözte a Suzanne Cloutier által játszott Desdemonának az Othello, a velencei mór tragédiája című 1951-es mozifilmben, melynek címszerepét Orson Welles játszotta.
Főként televíziós produkciókban szerepelt, mint például hat 1959-es epizódban a Garry Halliwayben, de komoly szerepet játszott az 1953-as film noirban a 36 Hours-ban, mellékszerepben volt látható Gregory Peck 1954-es filmjében, az Egymillió fontos bankjegyben.
Legismertebb alakítása az 1985 és 1987 között forgatott Szupernagyi főszerepe volt, melyben 27 részen keresztül bújt az eltévedt sugártól szupererőt nyert nagymama bőrébe.
1990-ben játszott a Life After Life című tévéfilmben, egy epizód erejéig látható volt 2000-ben a Midsomer gyilkosságok, majd három részben 2002 és 2009 között a Baleseti sebészet című tévésorozatban.

## Filmszerepei
- Othello, a velencei mór tragédiája (1951)
- Egymillió fontos bankjegy (1954)
- Robin Hood kalandjai (1956)
- Macbeth I-III. (1964)
- Szupernagyi (1985-1987)
- Kisvárosi gyilkosságok (2000)
- A tizedik királyság (2000)
- Baleseti sebészet (2002-2009)

## Fordítás
- Ez a szócikk részben vagy egészben  a   Gudrun Ure című angol Wikipédia-szócikk fordításán alapul.  Az eredeti cikk szerkesztőit annak laptörténete sorolja fel. Ez a jelzés csupán a megfogalmazás eredetét és a szerzői jogokat jelzi, nem szolgál a cikkben szereplő információk forrásmegjelöléseként.